# Hirtzfelden
Hirtzfelden es una localidad y comuna francesa, situada en el departamento de Alto Rin, en la región de Alsacia.

## Demografía
| 544 | 559 | 561 | 741 | 848 | 981 |
| Para los censos de 1962 a 1999 la población legal corresponde a la población sin duplicidades (Fuente: INSEE [Consultar]) |     |     |     |     |     |

## Personajes célebres
- François Antoine Jecker (1765 - 1834) , mecánico e inventor